# Maria Buono
Il Maria Buono è un traghetto appartenente alla compagnia di navigazione italiana Medmar.

## Servizio
Varato il 21 novembre 1989 nel cantiere navale Mitsubishi Heavy Industries di Shimonoseki con il nome di Chiezuru Maru e consegnato il 20 febbraio 1990 alla Awaji Ferryboat Co, prende servizio nei collegamenti tra Suma e Oiso.
A luglio 1999 viene ceduto alla Highroad Shipping e ribattezzato Ferry Express.
Nel novembre del 2003 viene venduto alla greca Fast Ferries Maritime e, ribattezzato Platitera, prende servizio nel febbraio del 2004 nei collegamenti tra Igoumenitsa e Corfù, dopo essere stato sottoposto ad intensi lavori di ristrutturazione a Salamina.
Nel giugno del 2007 viene acquistato dalla Medmar e, ribattezzato l'11 giugno Maria Buono, giunge a Napoli 3 giorni dopo. Da luglio prende servizio nei collegamenti tra Pozzuoli, Procida ed Ischia.
Il 17 giugno 2017 entra in collisione di poppa con la banchina di Casamicciola Terme durante le manovre di ormeggio, nel corso della quale rimangono feriti 29 passeggeri. Momentaneamente sostituito nei collegamenti per Ischia e Procida dal Benito Buono, torna in servizio il 22 giugno.
Il 17 novembre entra in collisione con il Tourist Ferry Boat Terzo nel porto di Pozzuoli, in seguito all'intreccio delle ancora dei due traghetti.
La sera del 7 gennaio 2024 si incaglia a Casamicciola Terme a causa del forte vento, venendo successivamente liberato con l'aiuto di una squadra di sommozzatori specializzati da Napoli.

## Navi gemelle
- Agia Theodora